# Centaurea chalcidicea
Centaurea chalcidicea — вид квіткових рослин айстрових (Asteraceae). Ендемік Греції.